# La Chercheuse d'esprit (Favart)
Pour les articles homonymes, voir La Chercheuse d'esprit (homonymie).
La Chercheuse d'esprit est un opéra-comique en un acte de Charles-Simon Favart, musique de Jean-Claude Trial, représenté pour la première fois le 20 février 1741 à la foire Saint-Germain de Paris.
Cette pièce connut un tel succès qu'elle fut représentée lors de plusieurs foires et sur de nombreux théâtres français et étrangers jusqu'à la fin du XVIIIe siècle. À la suite de ce triomphe, Favart fut nommé directeur de l'Opéra-Comique.
Maximilien Gardel en fit un ballet en 1777.